# Karl Kleyser
Karl Christian Kleyser (* 7. Dezember 1909 in Minden; † 12. Juni 1996 in Großburgwedel) war ein deutscher Offizier. Er diente in der Reichswehr, der Wehrmacht und war zuletzt Generalmajor des Heeres der Bundeswehr. Während des Zweiten Weltkrieges diente er im letzten Kriegsjahr von März 1944 bis zum 10. Mai 1945 als Gruppenleiter und Erster Generalstabsoffizier (Ia) der Operationsabteilung Heer im Wehrmachtführungsstab und vom 10. Mai bis 23. Mai 1945 als Verbindungsoffizier OKW zum Alliierten Hauptquartier in Reims. Ab 1949 war Kleyser Mitarbeiter in der Organisation Gehlen, bis er am 1. Juni 1956 als Oberst i. G. des Heeres in die neu aufgestellte Bundeswehr übernommen wurde. 1970 schied er im Range eines Generalmajors in den Ruhestand aus.

## Familie
Kleyser wurde am 7. Dezember 1909 in Minden als ältestes von drei Kindern (noch ein Bruder und eine Schwester) des späteren in Hamburg ansässigen Apothekenbesitzers Carl Hermann Kleyser und seiner Ehefrau Margareta Maria, geb. Reimers, geboren. In seiner Jugend war Kleyser Mitglied der Wandervogelbewegung und ab 1925 beim Jugendstahlhelm. 1928 legte Kleyser das humanistische Abitur am Ratsgymnasium Minden ab. 1928/29 studierte Kleyser an der Universität Hamburg an der drei Semester Rechtswissenschaft, ehe er am 1. April 1929 in Oldenburg als Offizieranwärter in das Inf. Rgt. 16 der Reichswehr eintrat. Am 5. Januar 1944 heiratete er Margret Lohmann, Tochter des Oberstaatsanwaltes Rudolf Lohmann, aus Münster. Aus dieser Ehe stammt der einzige Sohn Ulrich Carl, geboren am 11. Oktober 1944. Die Ehe wurde am 30. Juni 1946 geschieden. Am 24. Oktober 1952 heiratete er Jutta Adelheid Elisabeth Emma geb. Freiin von Könneritz aus Bautzen, Tochter des früheren Rittergutsbesitzers Ferdinand Richard Freiherr von Könneritz (Sohn des Leonce von Könneritz). Das Ehepaar Kleyser ist im Familiengrab auf dem Hamburger Friedhof Diebsteich bestattet.

## Militärische Laufbahn

### Dienst in der Reichswehr und Wehrmacht und Zweiter Weltkrieg
Am 1. April 1929 trat Kleyser als Offizieranwärter in das Infanterie-Regiment 16 der Reichswehr in Oldenburg ein. Am 15. Oktober 1932 erfolgte die Ernennung zum Leutnant. Es folgten erste Verwendungen als Rekrutenoffizier, u. a. als Ausbilder von Polizei-Offizieren und SA-Führern am Standort Bremen, wo er am 1. Dezember 1934 zum Oberleutnant ernannt wurde. Vom 1. April bis 30. September 1935 war er Hilfsoffizier des Ia bei Stab des Infanterieführers VI (22. Division). Mit der Übernahme des I. Bataillons des Infanterie-Regiments 16 (Oldenburg) in das Infanterie-Regiment 65 wurde Kleyser als Bataillonsadjutant (II. Bataillon in Bremen und Delmenhorst) und dann als Kompaniechef der 11. Kompanie in Verden des Infanterie-Regiments 65 eingesetzt. Ab Oktober 1937 erfolgte seine Ausbildung zum Generalstabsoffizier im letzten Friedensjahrgangs an der Kriegsakademie in Berlin bis zum 1. Juli 1939. Am 1. Januar 1939 wurde Kleyser zum Hauptmann befördert. Es folgte die Verwendung in der 1. Aufmarsch-/Operationsabteilung des Generalstabes des Heeres beim Oberkommando des Heeres, wo er von August 1939 bis August 1940 als Sachbearbeiter und stellvertretender Gruppenleiter u. a. mit Bogislaw von Bonin, Eberhard Graf von Nostitz und Fritz Herre zusammen arbeitete. Nach Ausbruch des Zweiten Weltkrieges nahm Kleyser als Zweiter Generalstabsoffizier (Ib) der 26. Infanterie-Division von August 1940 bis März 1942 am Westfeldzug sowie am Russlandfeldzug (u. a. Düna, Kalinin und Rshew) teil. Am 1. Januar 1942 wurde Kleyser zum Major befördert. Es folgte der Einsatz als Ia in der 110. Infanterie-Division (Wehrmacht) im Osten und die Beförderung zum Oberstleutnant im Generalstab am 1. April 1943. Als Führer einer am 4. September 1943 gebildeten Kampfgruppe aus Teilen der Division während eines Entlastungangriffs wurde Kleyser am 12. September 1943 bei dem Versuch, die Truppe mit sich zu reißen, bei der Smolensker Operation (Desna-Stellung) südlich von Smolensk schwer verwundet. Der dann übernehmende und den Angriff erfolgreich abschließende Major Jacob Reeder erhielt hierfür am 30. November 1943 das Ritterkreuz. Nach längerem Lazarettaufenthalt in Lötzen und Bautzen vom 19. September 1943 bis 25. März 1944 folgten die Verwendung von Kleyser als Gruppenleiter und Ia der Operationsabteilung Heer im Wehrmachtführungsstab bis 10. Mai 1945. Am 20. April 1945 erfolgte die Beförderung zum Oberst. Zuletzt diente er bis zum 23. Mai 1945 im Verbindungsstab des Oberkommandos der Wehrmacht zum Supreme Headquarters Allied Expeditionary Force in Reims unter Leitung von Generalleutnant Friedrich Fangohr.

### Kriegsgefangenschaft und Übergangszeit
Mit Kriegsende ging Kleyser in amerikanische Kriegsgefangenschaft in Attichy (Lager CCPWE#15), aus der er im September 1945 entlassen wurde. Er schrieb sich zunächst für das Studium der Rechtswissenschaft an der Westfälischen Wilhelms-Universität Münster ein, wechselte aber nach einem Semester an die Höhere Handelsschule in Hamburg als kaufmännischer Angestellter. Zugleich war er Gasthörer an der Universität Hamburg für Rechtswissenschaften. Da jedoch keine Aussicht auf Aufhebung des Immatrikulationsverbots bzw. Zulassungsverbots zum Staatsexamen für ehemalige Generalstabsoffiziere bestand, brach Kleyser die Ausbildung ab.
Ab 1. November 1948 war Kleyser freier Mitarbeiter der Organisation Gehlen, in die er 1949 in ein festes Angestelltenverhältnis übernommen wurde. Ab dem 1. April 1956 war er Angehöriger des Bundesnachrichtendienstes.

### Dienst in der Bundeswehr
Am 8. Mai 1953 stellte Kleyser den Antrag auf Übernahme in die zukünftigen deutschen Streitkräfte mit der Antwort vom 19. November 1953 über eine „Prüfung zu gegebener Zeit“. Die Scheidung Kleyser von 1946 bewirkte, dass die Akte mehrmals zurückgehalten wurde. Auch das Vorstandsmitglied des Personalgutachterausschusses („PGA“) für die neue Bundeswehr, General der Panzertruppe a. D. Adolf-Friedrich Kuntzen (1889–1964) hat in einer Stellungnahme die besondere Problematik der oftmals tragischen Besonderheiten von Kriegsheiraten und anschließender Friedensscheidung hervorgehoben, nicht grundsätzlich als moralischer Mangel und damit als generelles Einstellungshemmniss gesehen werden dürften. Diese Fragen standen auch in engem Zusammenhang mit „der Bewährung im bürgerlichen Leben nach 1945“. In der Tat hatten aber auch rein „menschliche“ Fragen, auch genährt durch aus der Wehrmacht herrührenden Animositäten oder „Seilschaftsgegensätzen“ gerade bei Meinungsverschiedenheiten nicht unerheblichen Einfluss auf die Auswahl und haben teilweise die berufliche Eignung überlagert. [Otto A. Friedrich hat aus diesem Grund am 9. Juli 1955 auf die Berufung in den Ausschuss verzichtet]. Zu den „Seilschaftsgegensätzen“ gehörten u. a. Operationsabteilung Heer gegen den „Rest der Welt“, Vorbehalte gegenüber nach 1934 reaktivierten Offiziere, ehemaligen Polizeioffizier, wie später auch gegen Grenzschutzoffiziere oder Ostkriegseilschaften. Nicht zuletzt gab es einen sich bis heute hinziehenden Gegensatz Generalstab – Truppe, insbesondere genährt von [sog. „historisches Renegatenproblem“, Ausdruck 1959 von General Thilo], Truppenoffizieren, deren Qualifikation nicht ausgereicht hatte, „um eine Genst-Ausb. erfolgreich hinter sich bringen zu können“.
Ministerialdirigent Karl Gumbel und Leiter der Personalabteilung im Bundesministerium der Verteidigung legte dann am 3. Februar 1956 fest, dass die „Richtlinien des PGA für die Prüfung der persönlichen Eignung bei jeder Personalauslese zu Grunde liegen werden“. Am 1. Juni 1956 erfolgte die Übernahme in die Bundeswehr als Oberst i. G., in der Funktion Leiter des Referats „Führung“ in der Abteilung V (Heer) – entspricht später Führungsstab des Heeres (Fü H) III 1. Im Anschluss wurde Kleyser immer noch als Oberst i. G. am 16. November 1957 Chef des Stabes des III. Korps in Koblenz unter Smilo von Lüttwitz, Kleyser zeichnete unter anderem für die Anlage und Durchführung des allerdings eines abgetrennten Anteils des III. Korps (2. Grenadierdivision und 3. Panzerdivision mit insgesamt 30.000 Soldaten) für die erste Großübung des Heeres, die dreiwöchige Lehr- und Versuchsübung 1958 („LV 58“) durch. In dieser Übung wurde die künftige Gliederung des Heeres organisatorisch und taktisch erprobt. Ihren Abschluss bildeten die Vorführungen der verschiedenen Waffensysteme und deren Leistungsfähigkeit unter den Augen des damaligen Bundeskanzlers Konrad Adenauer in Bergen-Hohne. Im Rahmen dieser Übung fiel im September 1958 der legendäre Satz von Bundespräsident Theodor Heuss (1884–1963) bei dem Rheinübergang bei Urmitz: „Nun siegt mal schön“. Zusätzlich führte er – allerdings beschränkt auf die Ebene der Korps – die bewährten Generalstabsreisen als taktisch-operative Weiterbildung wieder ein.
Es folgte am 1. Juli 1959 die Verwendung als Unterabteilungsleiter II (Führung) des Fü H, später Fü H III, wo Kleyser Leiter des ersten taktischen Symposions zwischen Fü H und United States Army in Washington, D.C. als Vorläufer des später institutionalisierten Generalstabsbesprechungen war. Einschneidend war dann die Übung „Fallex 62“, in der Kleyser als Chef des Führungsstabes der Bundeswehr (und seit dem 29. Juli 1960 Brigadegeneral) und Johann Adolf Graf von Kielmansegg als Generalinspekteur der Bundeswehr eingesetzt waren. Es handelte sich um eine Stabsrahmenübung der NATO im Herbst 1962, die aus der Phase der „Spannungszeit“ in die des Verteidigungsfalles überging. Es war das erste Manöver der NATO, dem die Annahme zugrunde lag, der Dritte Weltkrieg beginne mit einem sowjetischen Großangriff auf Europa. Das Manöverszenario ließ eine Kernwaffe von mittlerer Sprengkraft über einem Fliegerhorst der Bundeswehr explodieren, gefolgt von weiteren Atomschlägen gegen die Flugplätze und Raketenstellungen der NATO in der Bundesrepublik, im Vereinigten Königreich, Italien und der Türkei. Das Ergebnis des Planspiels wurde von Oberst Alfred Martin, dem Stellvertreter von Kleyser, der die Unterlagen in dessen Abwesenheit aus dem Panzerschrank entwendete, dem deutschen Nachrichtenmagazin Der Spiegel zugespielt und in der Ausgabe 41/1962 vom 10. Oktober 1962 unter dem Titel Bedingt abwehrbereit in Auszügen veröffentlicht, was die sogenannte Spiegel-Affäre auslöste. Für Kleyser bedeutete dies zunächst ein Verwendungs- und somit auch Beförderungsverbot. Am 1. Oktober 1962 erfolgte die Ernennung zum stellvertretenden Divisionskommandeur der 10. Panzerdivision in Sigmaringen, wobei Kleyser über vier Monate den durch einen Autounfall ausgefallenen Divisionskommandeur Johann Adolf Graf von Kielmansegg vertrat.
Die vorgesehene Ernennung zum Divisionskommandeur der 2. Panzergrenadierdivision in Marburg erfolgte nicht, stattdessen erfolgte zum 1. April 1965 die Ernennung als Leiter Studiengruppe Heer der Führungsakademie der Bundeswehr in Hamburg und die Versetzung zum 1. Oktober 1966 ins Truppenamt in Köln, zur besonderen Verwendung des  Inspekteurs des Heeres mit gleichem Aufgabenbereich. Dort legte er die Planübung „Orakel“ als Überlegung für eine zukünftige, der Bedrohungslage angepasste Heeresstruktur an. Nachdem der neue Leiter der Personalabteilung, Generalleutnant Werner Haag, eine – späte – „Wiedergutmachung“ forderte, erfolgte schließlich am 1. Oktober 1967 die Ernennung Kleyers zum Befehlshaber des Wehrbereichskommando II in Hannover mit der Beförderung zum Generalmajor am 17. Oktober 1967. Aus dieser Funktion wurde Kleyser am 31. März 1970 in den Ruhestand versetzt.

## Auszeichnungen und Ehrungen
- Eisernes Kreuz II. und I. Klasse (1940)
- Kriegsverdienstkreuz mit Schwertern I. Klasse (1. Oktober 1941)
- Verwundetenabzeichen in Schwarz (1. Oktober 1943)
- Deutsches Kreuz in Gold (11. April 1944)
- Großen Verdienstkreuz des Verdienstordens der Bundesrepublik Deutschland (1967)

## Schriften
- Karl Kleyser: Archivmaterial der 110. Infanterie Division. Selbstverlag des Traditionsverbandes.